# Oligodon calamarius
Oligodon templetoni là một loài rắn trong họ Rắn nước. Loài này được Linnaeus mô tả khoa học đầu tiên năm 1758.